# Pseudotigrioides flavibasis
Pseudotigrioides flavibasis is een vlinder van de familie van de spinneruilen (Erebidae). De wetenschappelijke naam van deze soort is voor het eerst voorgesteld als Eilema flavibasis door George Francis Hampson in een publicatie uit 1900.
De soort komt voor in Djibouti en Kenia.